# Maison du 24 place du Martray
La maison du 24 place du Martray est située sur la commune de Paimpol en France.

## Localisation
La maison est située sur la commune de Paimpol dans le département des Côtes-d'Armor, dans la région Bretagne.

## Description
La maison est construite selon un plan rectangulaire, elle est édifiée sur une parcelle d'angle. Elle est composée d'un sous-sol, d'un rez-de-chaussée surélevé, d'un étage carré et d'un étage de comble. La façade principale, tournée vers la place du Martray. Elle est animée par une échauguette coiffée d'un toit en pavillon sommé d'un épi de faîtage en terre cuite. Cette façade est animée par une travée axiale recevant l'entrée, ainsi qu'une lucarne architecturée recevant un décor Renaissance. Le faîte du mur gouttereau antérieur est également agrémenté d'une corniche à modillons.

## Historique
La maison est inscrite au titre des monuments historiques par arrêté du .

## Galerie

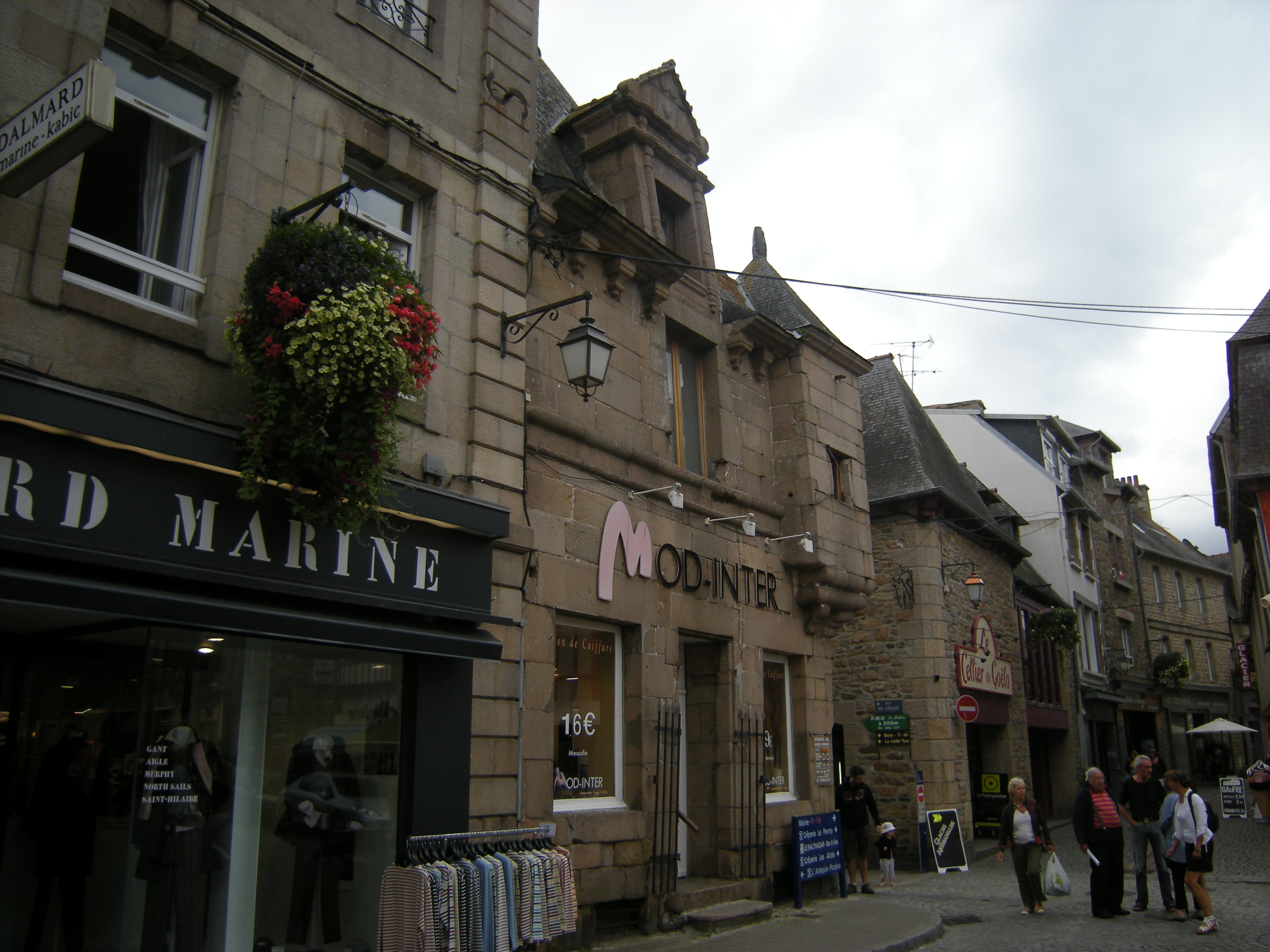
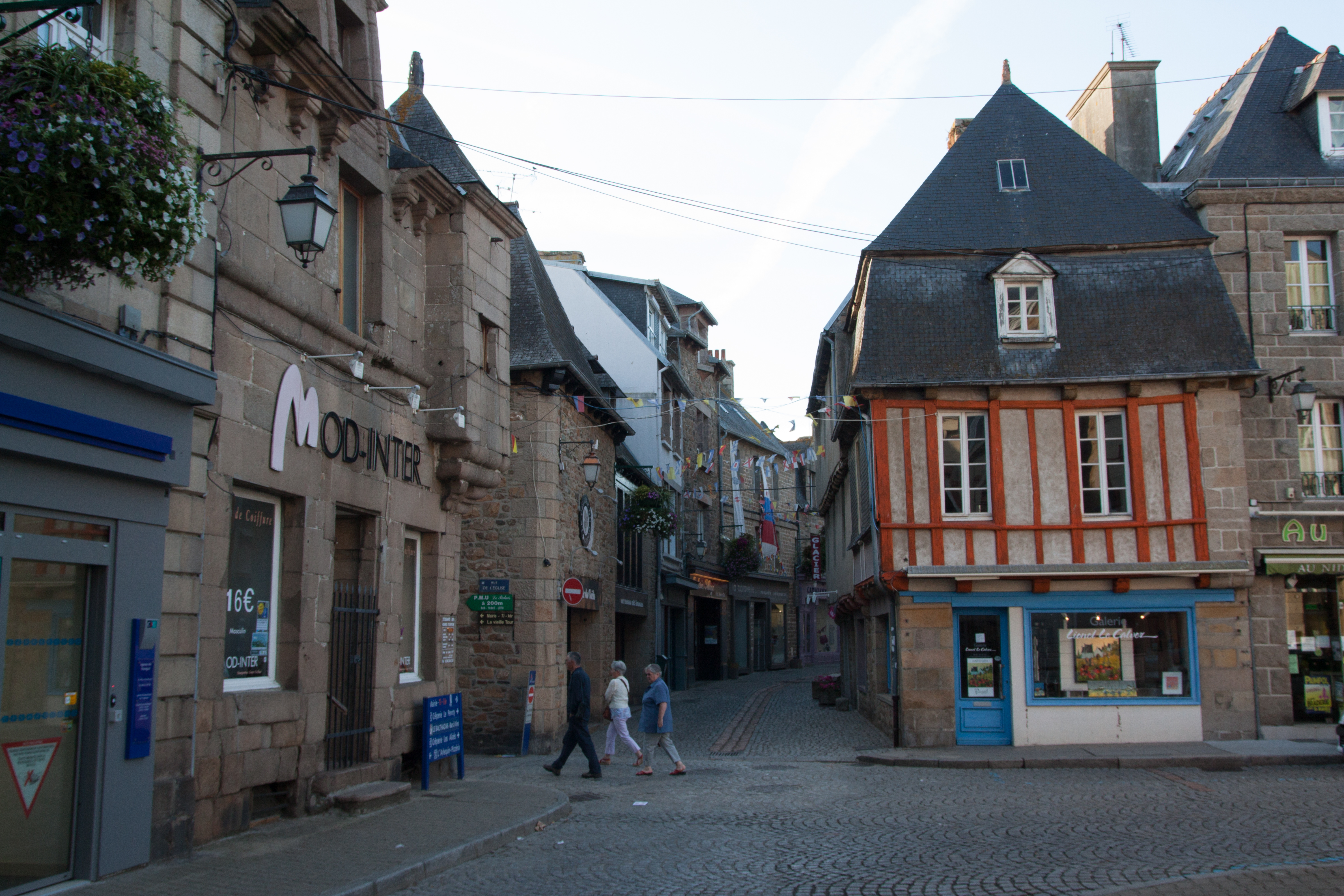
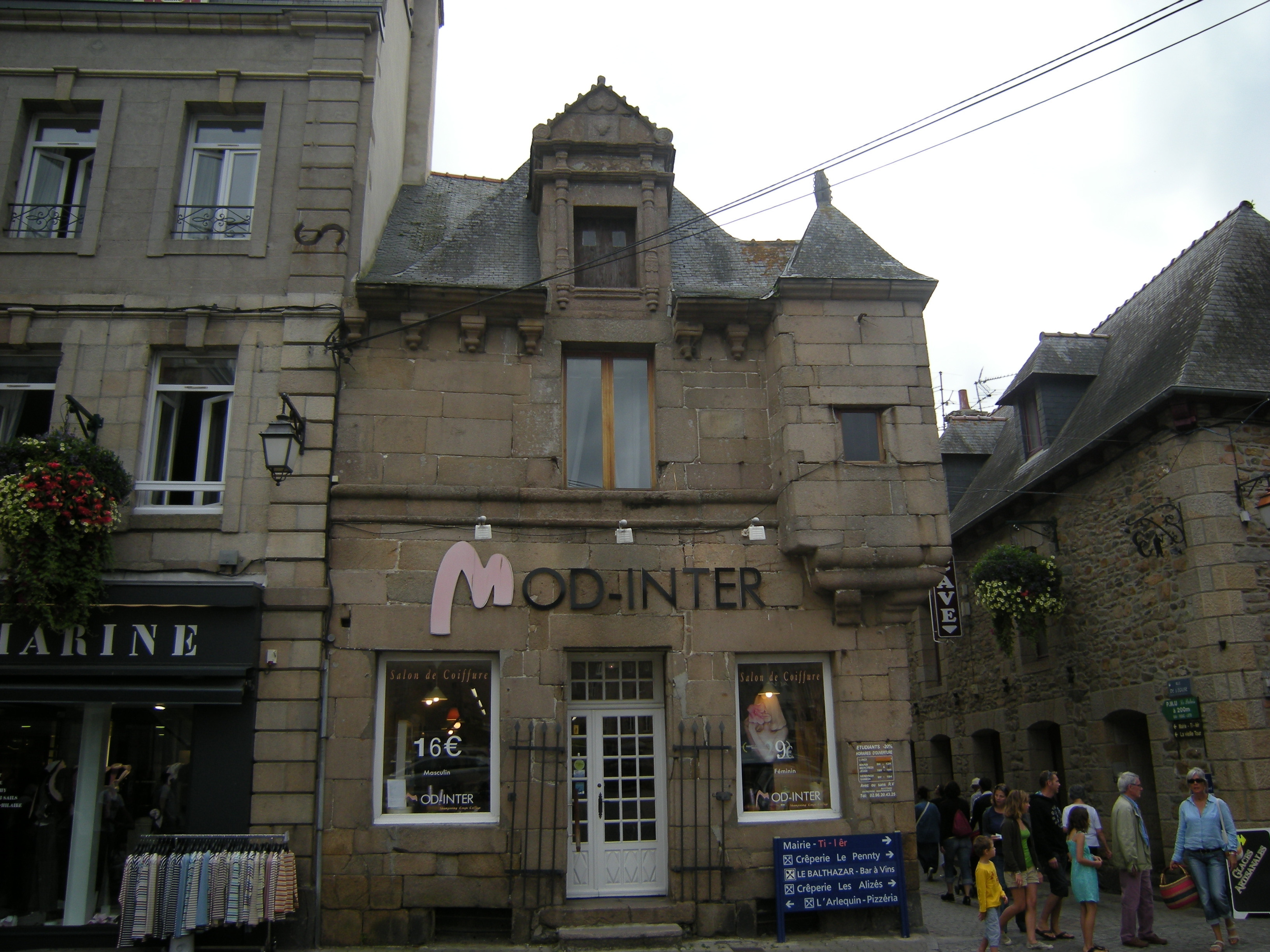